# Chevrolet Spark M300
Der Chevrolet Spark (interne Typbezeichnung M300) ist ein Kleinstwagen des US-amerikanischen Herstellers General Motors, der ab 2010 erhältlich war. Das Fahrzeug wurde bei GM Korea entwickelt und wurde weltweit verkauft. Bei GM Korea löste der Spark den Matiz ab. Ab 2017 war auf derselben Basis auch eine Stufenhecklimousine erhältlich.
In Indien heißt das Modell Chevrolet Beat und in Australien wurde das Fahrzeug als Holden Barina Spark als Sub-Modell des Holden Barina vermarktet. In Südkorea blieb es zunächst bei der Bezeichnung Daewoo Matiz, bis die Marke Daewoo 2011 auch dort aufgegeben wurde.

## Modellgeschichte
Erstmals öffentlich gezeigt wurde das Fahrzeug am Genfer Auto-Salon 2009. Das Design geht auf das Konzeptfahrzeug Beat zurück das erstmals auf der New York International Auto Show (NYIAS) 2007 gezeigt wurde. Im  März 2010 erfolgte die Markteinführung des Autos.

### Modellpflege
Im Herbst 2012 wurde der Spark überarbeitet. Neu ist die Frontschürze sowie die im Heckspoiler montierte dritte Bremsleuchte. Außerdem wurde der Innenraum umgestaltet. Premiere feierte der überarbeitete Spark auf der Mondial de l’Automobile. In Europa war das Fahrzeug ab dem Rückzug des Imports durch Chevrolet im Jahr 2014 nicht mehr erhältlich. Ein weiteres Facelift für einige Märkte in Südamerika erfolgte im Jahr 2017. Auf dieser Version basiert auch eine Stufenhecklimousine die 2016 als Konzeptfahrzeug Chevrolet Essentia auf der Auto Expo in Delhi gezeigt wurde und die im GM-Werk Talegaon in Indien als Chevrolet Beat Sedán für lateinamerikanische Absatzmärkte produziert wurde.

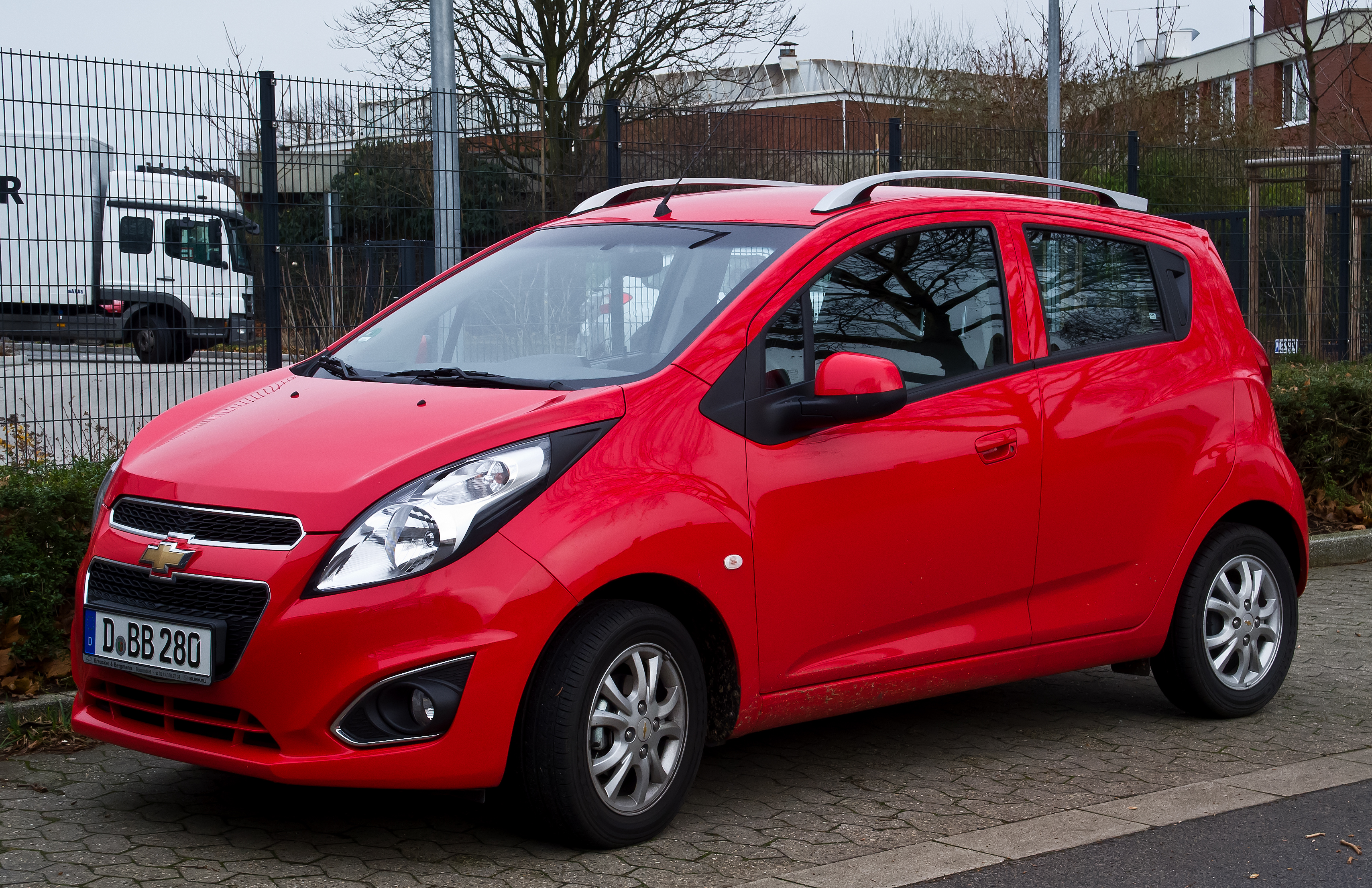
Chevrolet Spark (2012–2017)
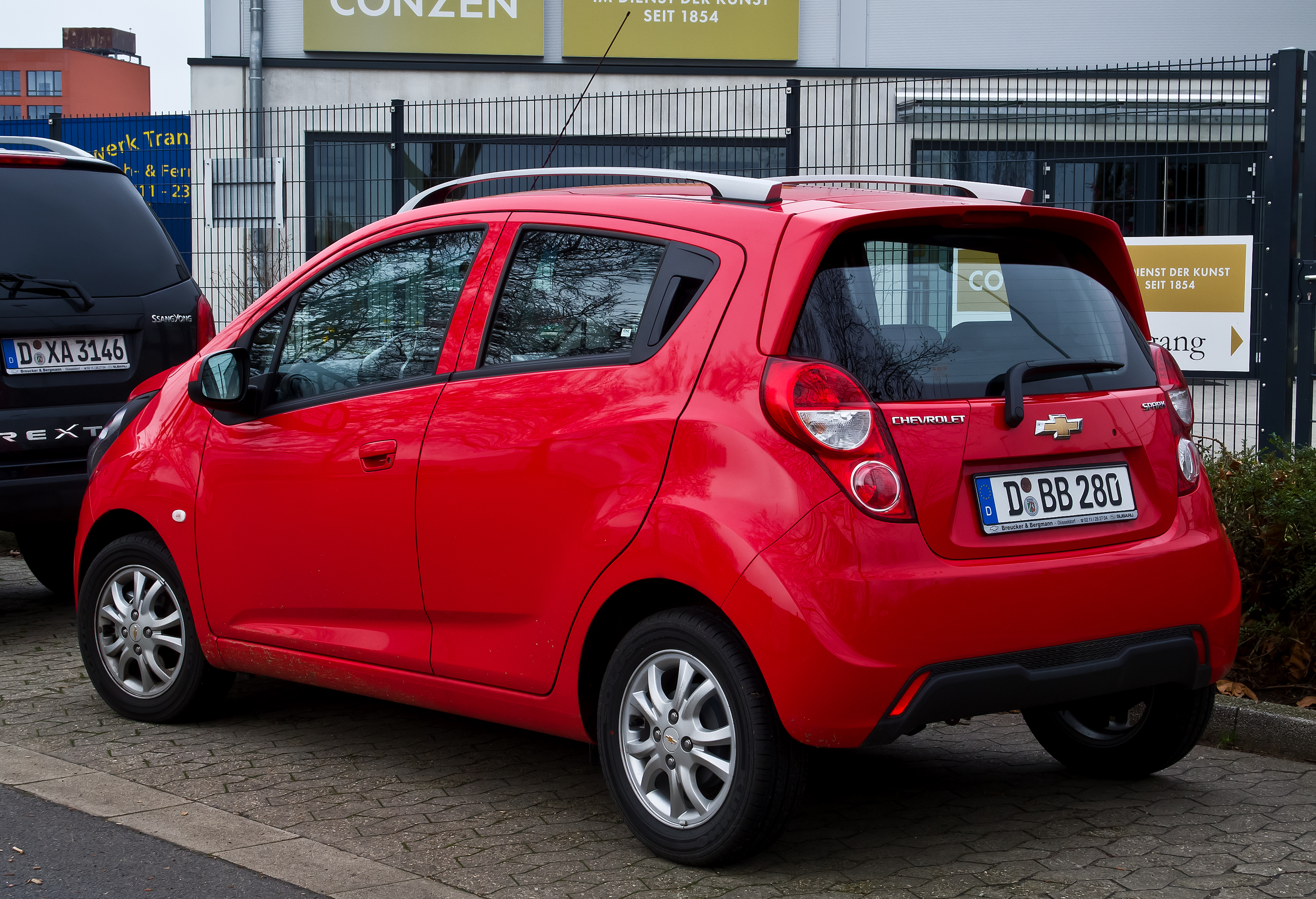
Heckansicht
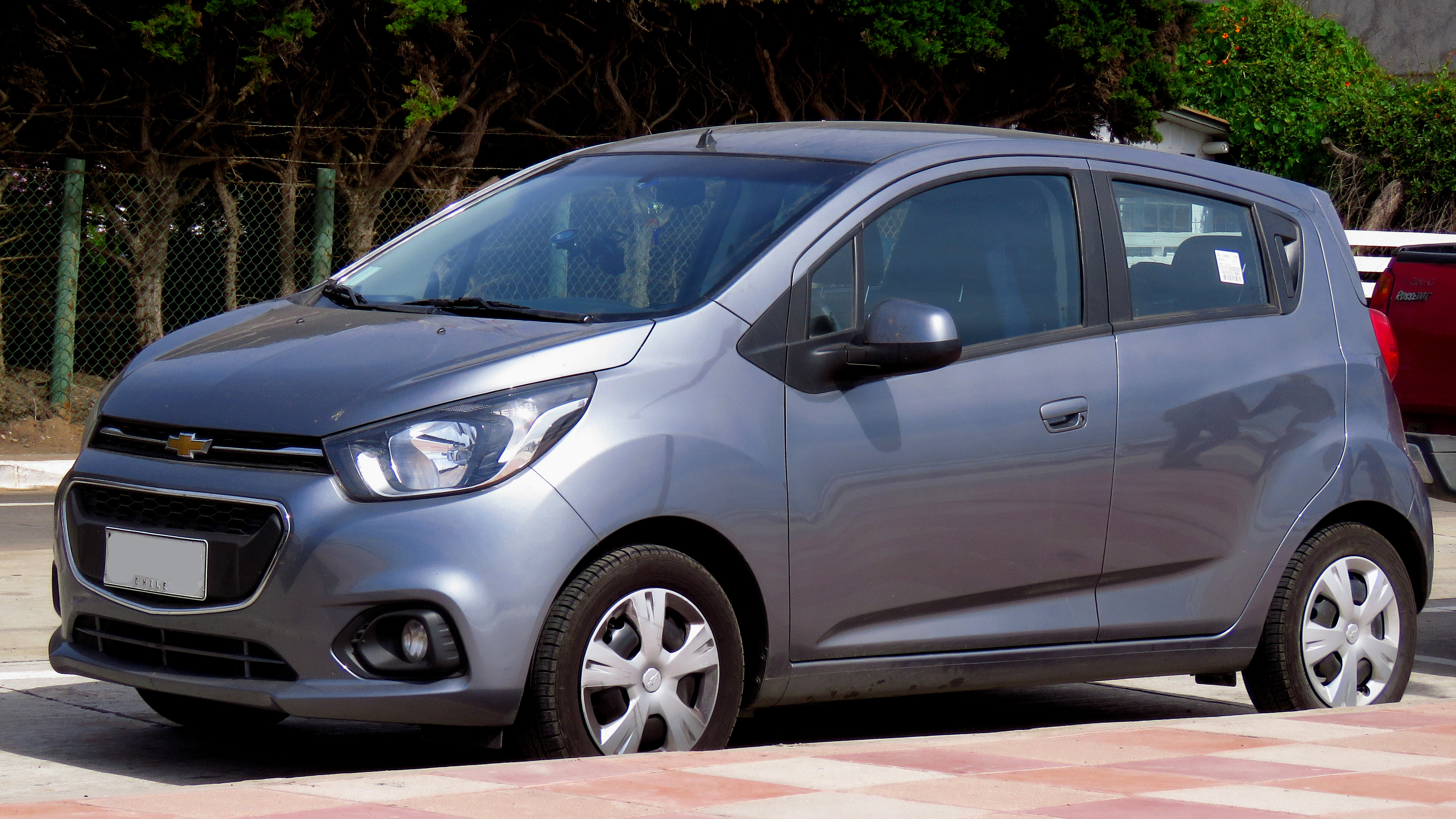
Facelift (2017–2022)
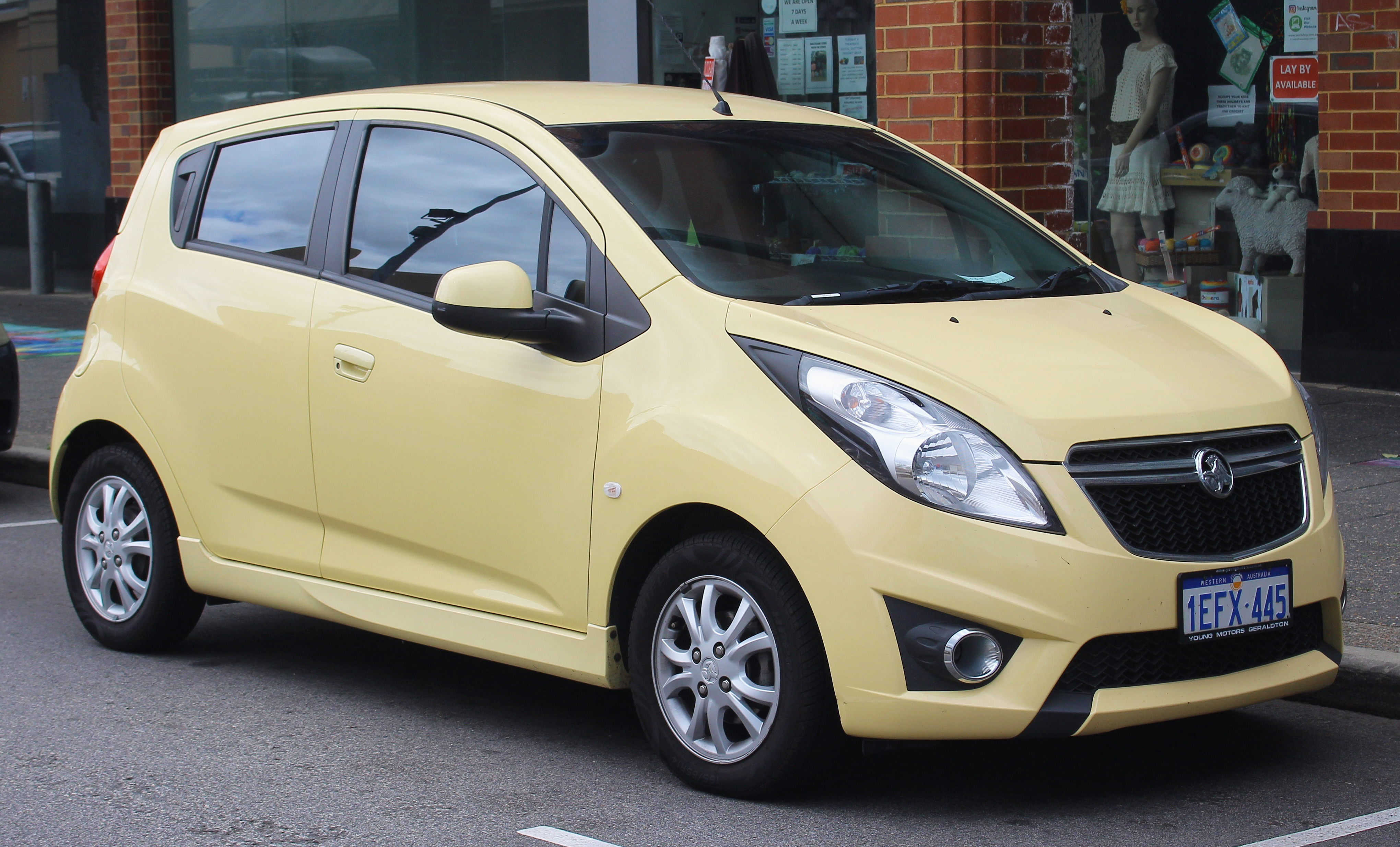
Holden Barina Spark
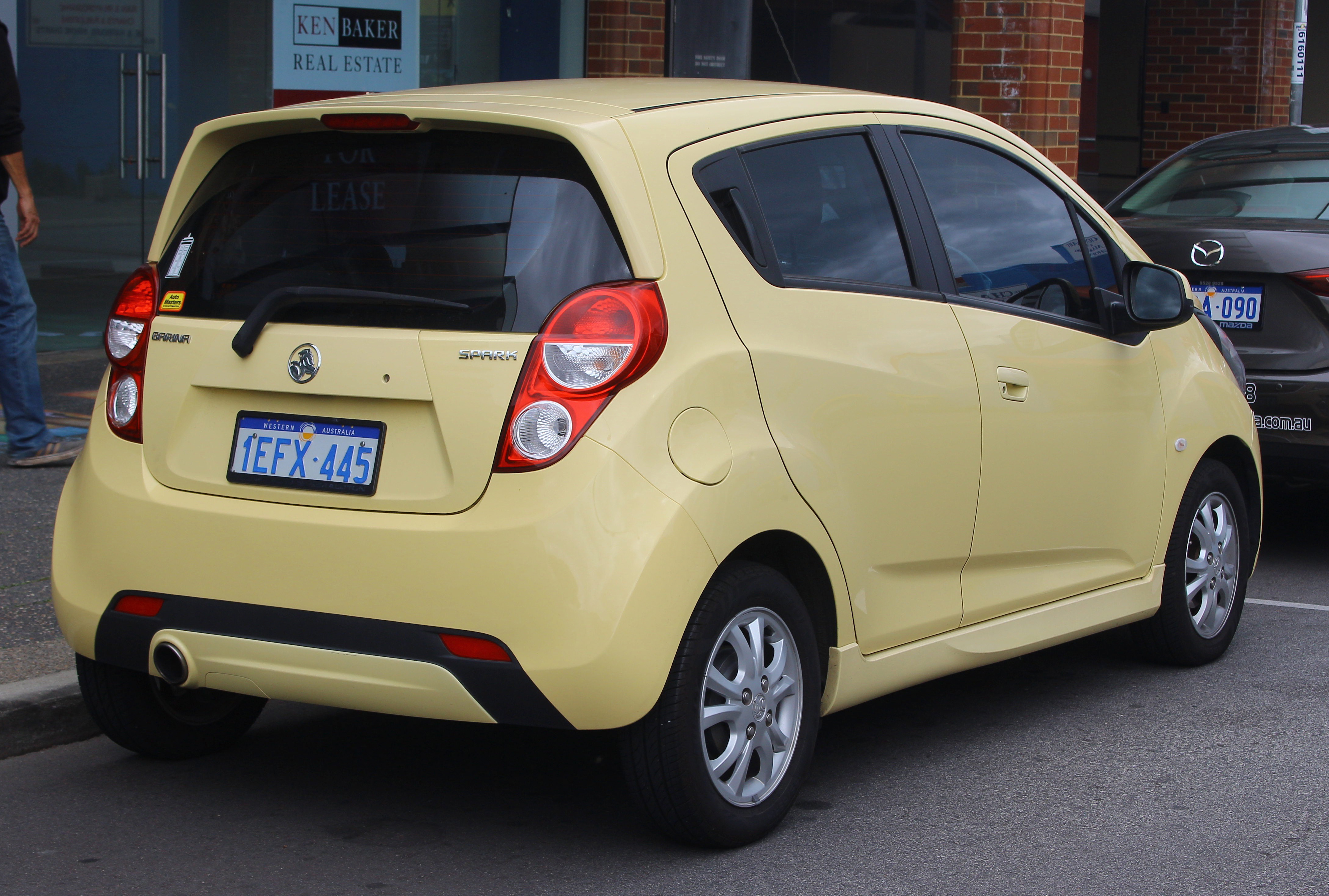
Holden Barina Spark
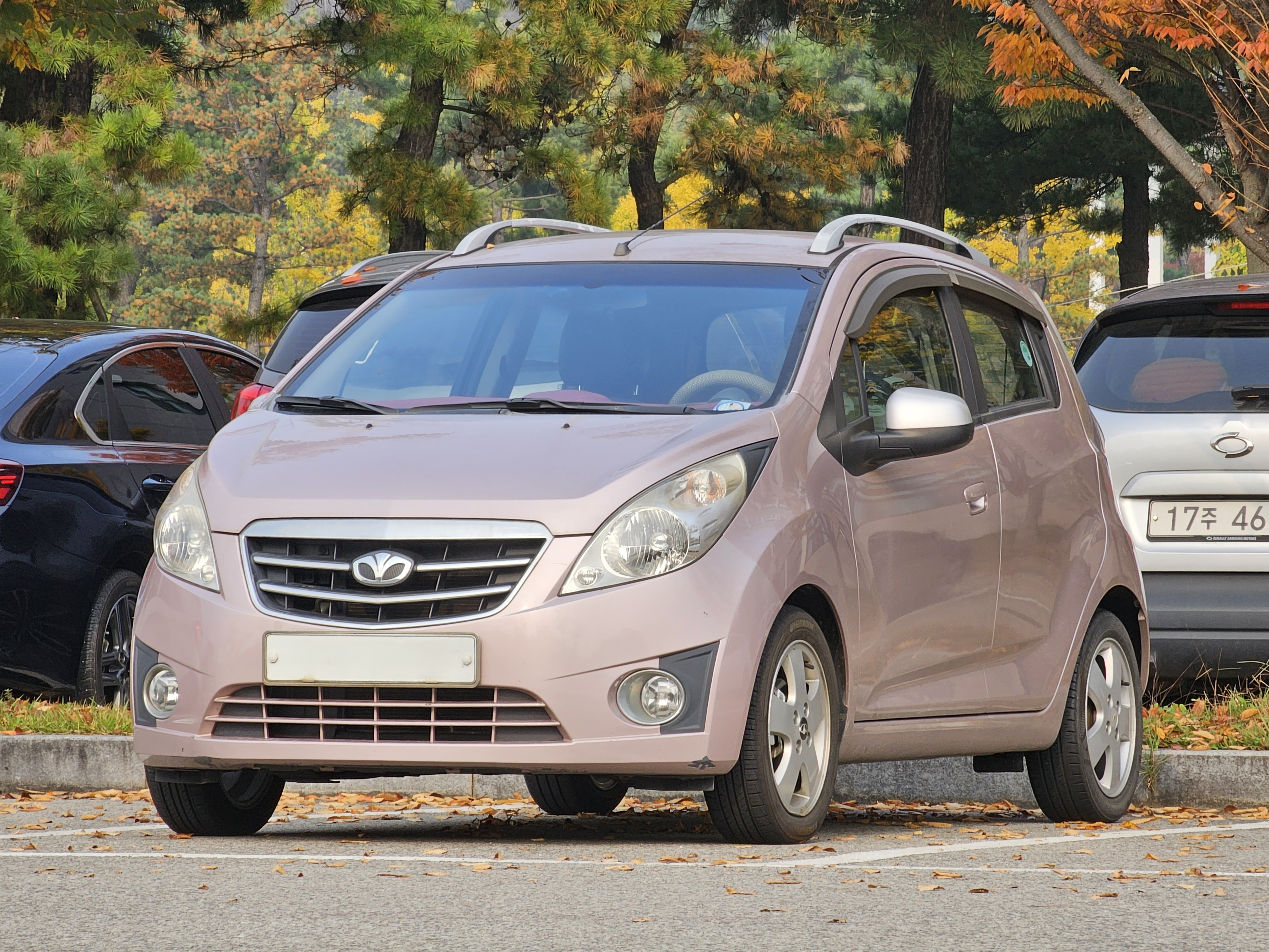
Daewoo Matiz
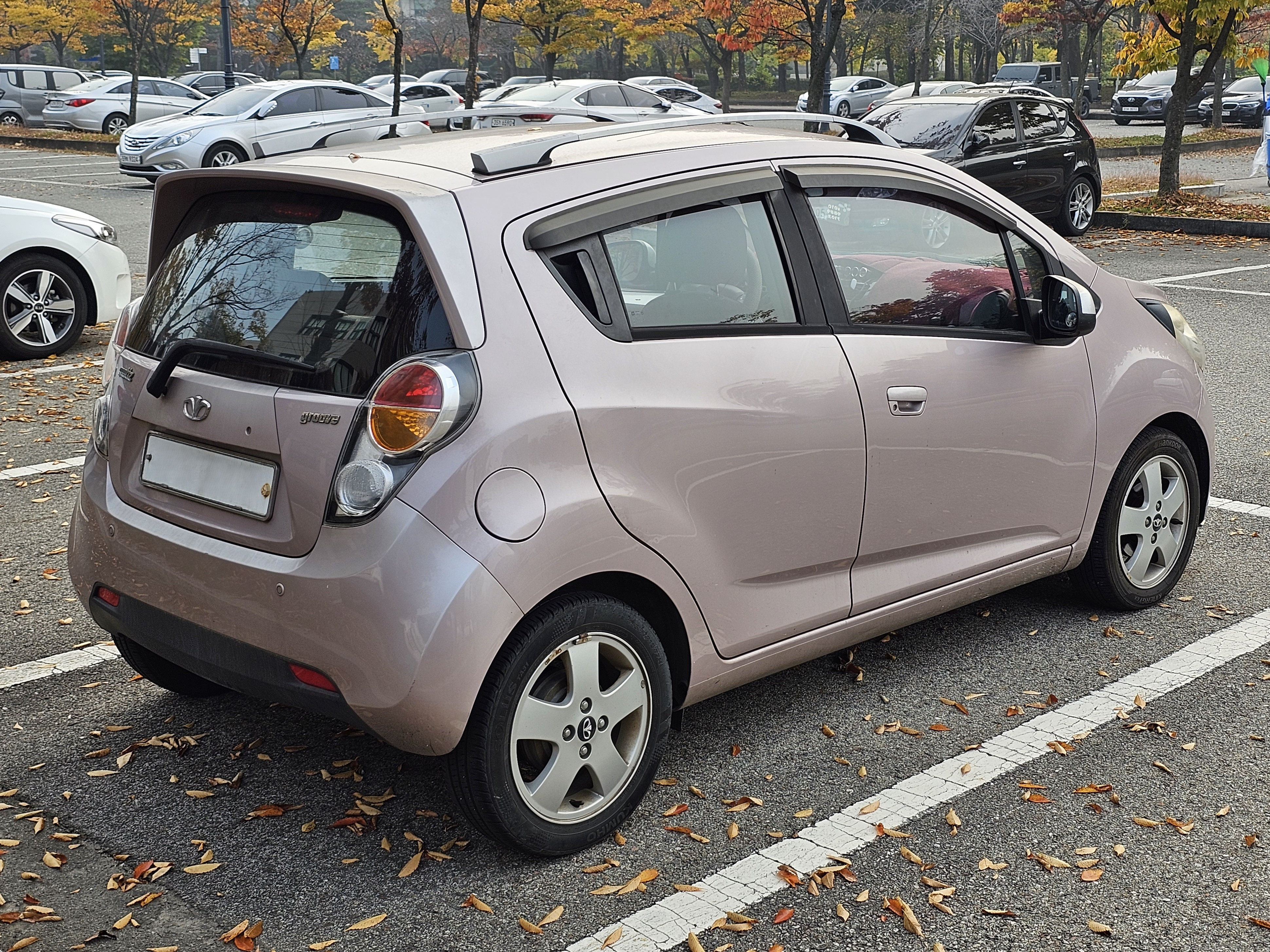
Heckansicht

### Nachfolge
Der Nachfolger Chevrolet Spark M400 wurde auf einigen Märkte (z. B. Mexiko) parallel zum Spark M300 verkauft, auf anderen ersetzte er den M300 vollständig (z. B. USA).

## Motoren

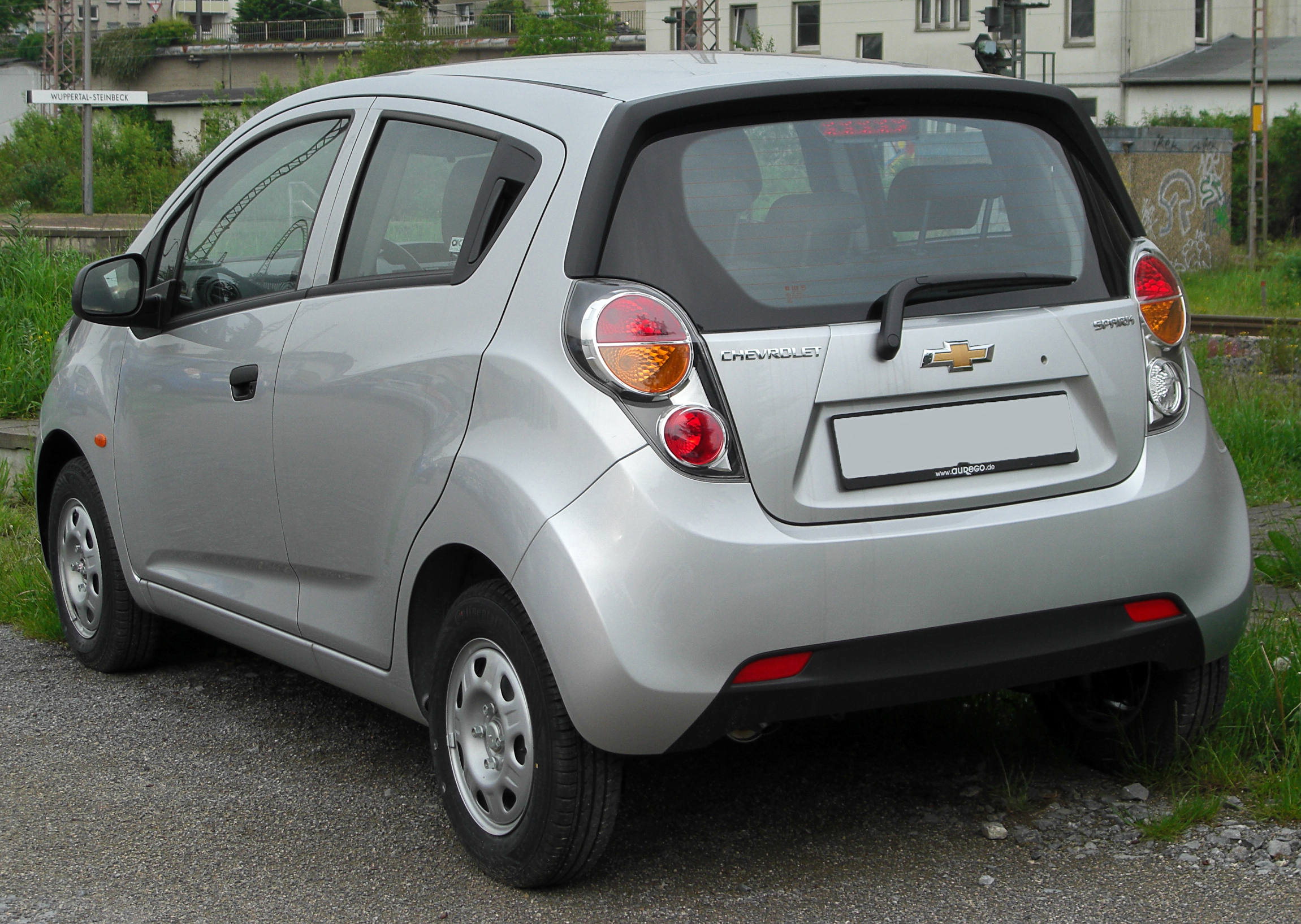
Heckansicht

Der Spark wurde mit zwei Reihenvierzylinder-Ottomotoren vertrieben (1,0-Liter-Motor mit 50 kW bzw. 1,2-Liter-Motor mit 60 kW), ein Dieselmotor war nicht im Angebot. Die Ottomotoren des Chevrolet Spark mit der Euro-5-Norm sind für E10 geeignet.
Zwischen Juni 2013 und Anfang 2017 wurde eine reine Elektroversion namens Spark EV verkauft, war jedoch nicht in Deutschland erhältlich. Die Produktion begann am 18. März 2013 in Südkorea und endete im Sommer 2016. Der Motor des Vorserienmodells leistet 96 kW (130 PS) und sein Lithium-Ionen-Akku hat eine Kapazität von 20 kWh. Seine Weltpremiere feierte das Elektroauto auf der LA Auto Show 2012. In der Serienversion hat die Permanentmagnet-Maschine eine Leistung von 105 kW.
| Modell                        | 1.0                   | 1.2                   | EV                      |
| ----------------------------- | --------------------- | --------------------- | ----------------------- |
| Motorart                      | Ottomotor             | Ottomotor             | Elektromotor            |
| Motorbauart                   | R4                    | R4                    | Permanetmagent-Maschine |
| Hubraum in cm³                | 995                   | 1206                  | –                       |
| max. Leistung in kW (PS)      | 50 (68) bei 6400/min  | 60 (82) bei 6400/min  | 105 (143)               |
| max. Drehmoment in Nm         | 93 bei 4800/min       | 111 bei 4800/min      | 542                     |
| Höchstgeschwindigkeit in km/h | 154                   | 164                   |                         |
| Beschleunigung, 0–100 km/h    | 15,5 s                | 12,1 s                | < 8,5 s                 |
| Getriebe, serienmäßig         | 5-Gang-Schaltgetriebe | 5-Gang-Schaltgetriebe | Einganggetriebe         |
| Verbrauch auf 100 km          | 5,1 l Benzin          | 5,1 l Benzin          |                         |
| CO2-Emissionen in g/km        | 119                   | 119                   |                         |

## Zulassungszahlen
Zwischen 2009 und 2014 sind in der Bundesrepublik Deutschland 37.397 Chevrolet Spark neu zugelassen worden. Mit 13.125 Einheiten war 2011 das erfolgreichste Verkaufsjahr.
|  |

|  |

|  |

|  |

|  |

|  |

|  |

|  |

|  |

|  |

|  |

|  |

|  |

|  |

|  |

|  |

|  |

|  |

|  |

|  |

|  |

|  |

|  |

|  |

|  |

|  |

|  |

|  |

|  |

|  |

|  |

|  |

|  |

|  |

|  |

|  |

|  |

|  |

|  |

|  |

|  |

|  |

|  |

|  |

|  |

|  |

|  |

|  |

|  |

|  |

|  |

|  |

|  |

|  |

|  |

|  |

|  |

|  |

|  |

|  |

|  |

|  |

|  |

|  |

|  |

|  |

|  |

|  |

|  |

|  |

|  |

|  |

|  |

|  |

|  |

|  |

|  |

|  |

|  |

|  |

|  |

|  |

|  |

|  |

|  |

|  |

|  |

|  |

|  |

|  |

|  |

|  |

|  |

|  |

|  |

|  |

|  | Benziner (37.397) |

|  | Benziner (37.397) |